# I Don’t Wanna Get Hurt
«I Don’t Wanna Get Hurt» (с англ. — «Не хочу страдать») — песня, записанная американской певицей Донной Саммер для её четырнадцатого студийного альбома Another Place and Time 1989 года. Авторами песни и продюсерами стали Сток, Эйткен и Уотерман.
Песня стала вторым синглом в поддержку альбома, в Северной Америке песня не выпускалась, но была выпущена в Европе, где стала хитом, войдя в топ-40 многих хит-парадов. В Великобритании песня заняла седьмое место, повторив успех предшественника, в Ирландии песня поднялась до третьего места.

## Варианты издания
7" single
1. «I Don’t Wanna Get Hurt» — 3:32
2. «I Don’t Wanna Get Hurt» (Instrumental) — 4:45

12" maxi
1. «I Don’t Wanna Get Hurt» (Extended Version) — 6:58
2. «I Don’t Wanna Get Hurt» (Instrumental) — 4:45
3. «Dinner with Gershwin» — 4:38

CD maxi
1. «I Don’t Wanna Get Hurt» — 3:34
2. «Dinner with Gershwin» — 4:37
3. «I Don’t Wanna Get Hurt» (Instrumental) — 4:47

## Позиции в хит-парадах
| Чарт (1989)                         | Высшая позиция |
| ----------------------------------- | -------------- |
| Бельгия/Фландрия (Ultratop 50)      | 8              |
| Великобритания (OCC UK Singles)     | 7              |
| Германия (GfK)                      | 25             |
| Ирландия (IRMA)                     | 3              |
| Испания (Los 40 Principales)        | 40             |
| Италия (Musica e dischi)            | 21             |
| Нидерланды (Dutch Top 40)           | 30             |
| Нидерланды (Single Top 100)         | 29             |
| Финляндия (Suomen virallinen lista) | 9              |
| Франция (SNEP)                      | 21             |